# Alan Vázquez
Alan Vázquez (Ciudad de México, 5 de octubre de 1976) es un artista plástico ecologista de estilo figurativo (pintor, escultor y muralista) y formación autodidacta, su obra está orientada a crear conciencia en el cuidado del medio ambiente, solidaridad social y la paz.

## De su obra ecológica
La obra de Vázquez es ecológica; el artista utiliza pinturas no contaminantes, elementos reciclados y materiales orgánicos donde predominan las texturas y composiciones alegóricas en defensa de la flora y fauna, contaminación ambiental, salud y mexicanidad.

## De su participación en campañas
Con su trabajo plástico ha participado en campañas sobre conciencia social, ecológica, y salubridad pública en múltiples eventos con artistas como Caifanes, Maná, Café Tacvba, La Gusana Ciega, Nicho Hinojosa, Aleks Syntek y Benny Ibarra entre otros y han sido publicadas en páginas especializadas de arte, libros, revistas y otros medios de comunicación.

## Caracterización de su obra
Sus murales se caracterizan por sus positivos mensajes y la riqueza del color, se encuentran en varios estados de la república mexicana y en países como Estados Unidos y Costa Rica. Algunas de sus obras públicas son:
- "Lucha contra la tuberculosis", auditorio Dr. Abraham Ayala, Hospital General de México, México.
- "La delgada línea de la vocación", Lobby principal Hospital Veterinario, Universidad Nacional Autónoma de México, CDMX, México.
- "The Power of Mexico", 169 Irving Avenue Brooklyn, Nueva York, Estados Unidos.[17][18]
- "Yo no como tiburón", pintado en el Colegio Cen Cinai, en la ciudad de Puerto de Jacó, Costa Rica.
- "Pasión por los océanos", ubicado en la Avenida Huayakan, en la ciudad de Cancún, Estado de Quintana Roo, México.
- "Marea negra", ubicado en el Malecón de Alvarado, en la ciudad de Veracruz, Estado de Veracruz, México.
- "La ilusión de la laguna", ubicado en el Museo Casa de la Tierra, en la ciudad de Villahermosa, Estado de Tabasco.
- “Tlanecí”, ubicado en el Jardín Botánico, en la Culiacán, en el Estado de Sinaloa, México.[19]
- "Cosecha de agua", Comisión Estatal del Agua en la ciudad de Navojoa, Estado de Sonora, México.
- "La fuerza de la familia", ubicado en el Hospital Veterinario , de la ciudad de Cancún, Estado de Quintana Roo, México.

## Logros, premios y distinciones
A lo largo de dos décadas de carrera artística, la gestión social y cultural son objetivos que ha caracterizado su trabajo artístico, para lograr sus proyectos ha realizado alianzas estratégicas con entidades del sector público y privado, por ello ha sido merecedor de múltiples logros como:
- Logró institucionalizar “La Noche Blanca de las Tortugas”, un evento anual que busca proteger estos reptiles y ha coordinado alianzas de importantes personajes y empresas como Lupita Jones, PROFEPA, Organización Mundial de Artistas Integrados, Dirección de Ecología de Benito Juárez entre otras.
- Reconocimientos otorgados por el Grupo Desafío, Arte sin fronteras por la Paz, Apafhdem, y Amigos de Sian Ka´An por mencionar algunos.
- Premio Fundación Avon, en dos oportunidades.
- Niño y la mar dos dos oportunidades.